# Spikvallmo

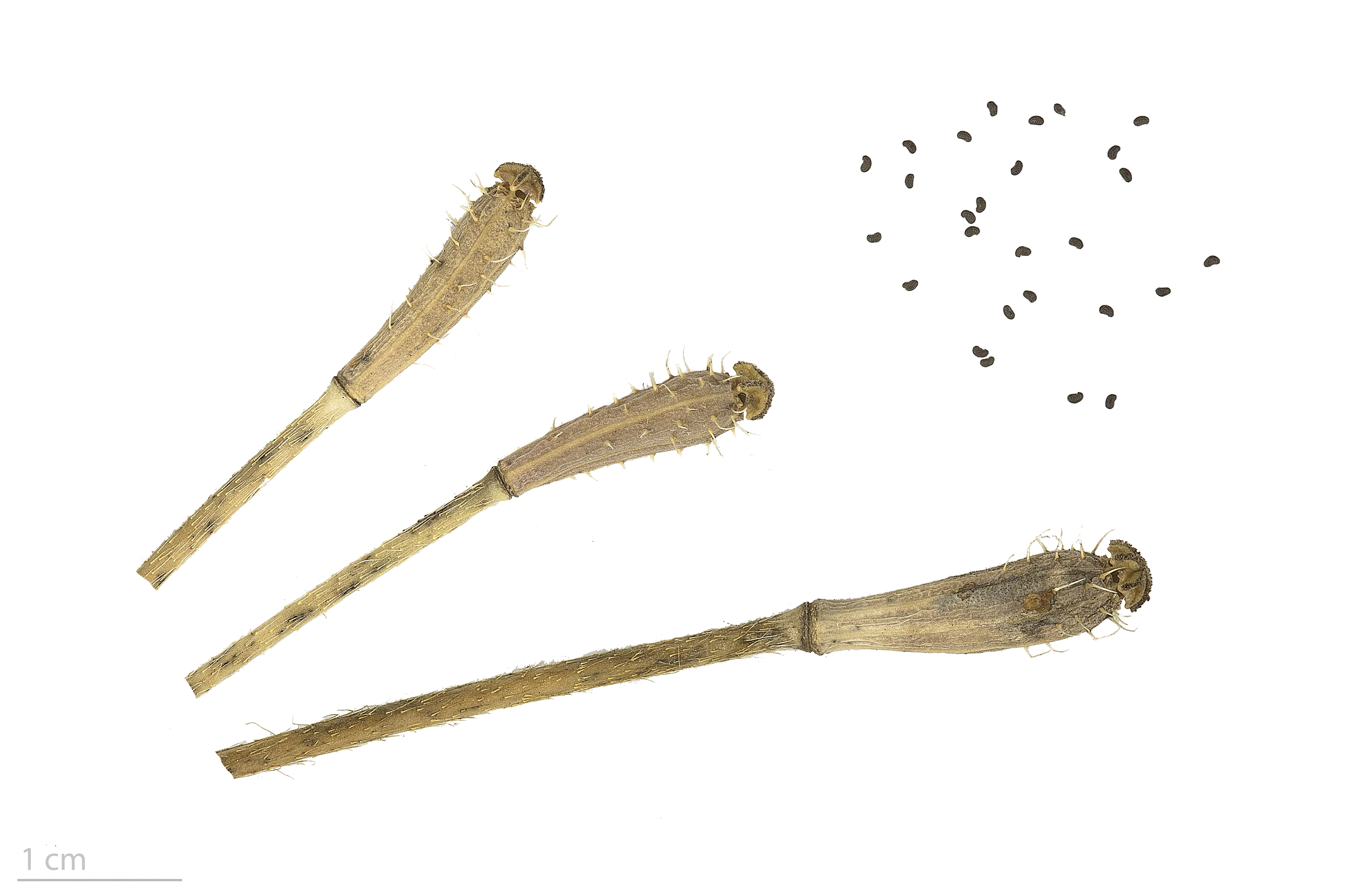
Papaver argemone

Spikvallmo (Papaver argemone) är en växtart i familjen vallmoväxter. 
Blomman är blekt scharlakansröd.